# Astragalus variistipula
Astragalus variistipula är en ärtväxtart som beskrevs av William Bertram Turrill. Astragalus variistipula ingår i släktet vedlar, och familjen ärtväxter. Inga underarter finns listade i Catalogue of Life.